# 고흥 소록도 한센인 생활 유품
고흥 소록도 한센인 생활 유품은 대한민국 전라남도 고흥군 도양읍, 국립소록도병원 내에 있는 생활 유품이다. 2016년 8월 22일 대한민국의 국가등록문화재 제663호로 지정되었다.

## 규격
- 개인치료용 칼(3점) : 길이 14.7∼20.3(cm)
- 단추 끼우개(2점) : 길이 19.4, 길이18.7(cm)
- 국자(2점) : 길이 21∼23(cm)
- 냄비(1점) : 지름 17(cm)
- 솥들개(2점) : 길이 27, 길이 36(cm)
- 시멘트블록형틀(2점) : 세로 12.5 × 가로 45 × 높이24, 세로 18.5 × 가로 45 ×높이 30(cm)
- 기와틀(1점) : 세로 35 × 가로 35(cm)
- 연탄형틀(1점) : 세로 25 × 가로 31.5 × 높이 31(cm)

## 등록 사유
한센인들이 치료와 생활을 위하여 스스로 제작한 개인 치료용 칼과 생활 도구인 단추끼우개, 식생활 도구인 국자, 냄비, 솥들개 등과 강제노역 현장에서 사용된 시멘트블록형틀, 기와틀 등은 시대적 변화와 극한 상황 속에서 한센인들의 생존을 위한 지혜와 의지를 엿볼 수 있는 특수한 사회적 문화적 상황을 반영한 역사성을 지니고 있다.

## 같이 보기
- 국립소록도병원

## 참고 자료
- 고흥 소록도 한센인 생활 유품 - 국가유산청 국가유산포털